# Філ Вуснем
Філ Вуснем (англ. Phil Woosnam, 22 грудня 1932, Монтгомеришир — 19 липня 2013, Данвуді) — валлійський футболіст, що грав на позиції нападника. По завершенні ігрової кар'єри — тренер.
Виступав, зокрема, за клуби «Вест Гем Юнайтед» та «Астон Вілла», а також національну збірну Уельсу. Також був комісаром Північноамериканської футбольної ліги (1969-83). У 1997 році він був введений у Національну футбольну залу слави США.

## Ігрова кар'єра
Вуснем почав грати у футбол у шкільній команді «Монтгомерішир Скулбойз». Він зіграв вісім матчів за аматорську збірну Уельсу (дебют проти Англії в 1951 році). Також він був капітаном команди Бангорського університету у валлійській першості серед вузів.
Вуснем проходив свою військову службу в Королівському полку артилерії. Він служив разом з ще трьома майбутніми футболістами: Морісом Сеттерсом, Едді Колманом і Дунканом Едвардсом, всі троє грали за «Манчестер Юнайтед».
Розпочав грати на дорослому рівні у валійському клубі «Рексем», після чого грав за англійські «Манчестер Сіті», «Кайрсус», «Аберіствіт Таун», аматорський клуб «Саттон Юнайтед» і «Міддлсекс Вондерерз», до приходу в «Лейтон Орієнт». Він дебютував за національну збірну Уельсу в матчі проти Шотландії в 1959 році, будучи ще в статусі любителя. Він представляв команду «Лондон XI» в матчі проти «Лозанни» на стадіоні «Брісбен Роуд». Вуснем був названий найкращим аматорським футболістом 1955 року.
В листопаді 1958 року Вуснем у віці 26 років перейшов у «Вест Гем Юнайтед» за 30 000 фунтів і покинув свою роботу вчителя фізики в середній школі для хлопчиків в Лейтон Каунті, щоб стати професійним футболістом. Він дебютував у матчі проти «Арсеналу» в тому ж місяці. В кінцевому підсумку валлієць зіграв 138 матчів за клуб, забив 26 голів. Він також взяв участь у 15 кубкових матчах, забивши три голи. За час гри на «Болейн Граунд» він зіграв 15 повних міжнародних матчів за збірну, в яких тричі відзначився забитим м'ячем.
Вуснем переїхав в «Астон Віллу» в 1962 році за 27 000 фунтів, там він забив 24 голи в 106 іграх ліги і зіграв ще два матчі за збірну.
Завершив професійну ігрову кар'єру у американському клубі «Атланта Чіфс», за команду якого виступав протягом 1967—1968 років. За цей час виборов титул переможця Північноамериканської футбольної ліги.

## Виступи за збірну
1959 року дебютував в офіційних матчах у складі національної збірної Уельсу. Протягом кар'єри у національній команді, яка тривала 2 роки, провів у формі головної команди країни 17 матчів, забивши 3 голи.

## Кар'єра тренера
Вуснем емігрував в США в 1966 році і взяв на себе посаду граючого тренера в «Атланта Чіфс». В 1968 році він привів команду до перемоги в НАСЛ, за що був названий «Тренером року».
Вуснем став головним тренером збірної США в 1968 році, а потім був призначений комісаром NASL. Йому приписують багато важливих реформ для розвитку NASL, але також його звинувачують у тому, що він наполягав на дуже великому розширенні ліги, яке незабаром призвело до її розформування. Усунутий від своїх обов'язків в якості уповноваженого NASL в 1982 році, він став керуючим директором з маркетингу Федерації футболу США. У 1997 році Вуснем включений в Національний Футбольний Зал слави.
Помер 19 липня 2013 року на 81-му році життя у Данвуді, штат Джорджія, від ускладнень, пов'язаних з раком простати і хворобою Альцгеймера..

## Титули і досягнення
- Переможець Північноамериканської футбольної ліги (1):

«Атланта Чіфс»: 1968

## Особисте життя
Вуснем був двоюрідним братом гольфіста Іана Вуснема і племінником футболіста Макса Вуснема.